# Tegal Sari Mandala III
Tegal Sari Mandala III is een bestuurslaag in het regentschap Medan van de provincie Noord-Sumatra, Indonesië. Tegal Sari Mandala III telt 30.108 inwoners (volkstelling 2010).